# Varese (cannoniera 1866)
La Varese è stata una cannoniera corazzata della Regia Marina.

## Storia
Costruita tra il 1864 ed il 1866 nei cantieri Forges et Chantiers de la Méditerranée di La Seyne-sur-Mer e costata 1.700.000 lire dell’epoca, la Varese fu consegnata alla Regia Marina piuttosto in ritardo sui tempi previsti. Nel maggio 1866, infatti, nell'imminenza dello scoppio della terza guerra d'indipendenza, la cannoniera era ancora in bacino a Tolone: per evitare che la nave, con lo scoppio del conflitto, fosse sequestrata dalle autorità francesi, il comandante della Varese, capitano di fregata Luigi Fincati, dovette lasciare il porto francese prima del termine dell'allestimento. La nave fu condotta a Napoli, dove i lavori ebbero termine.
Nonostante si trattasse di una unità nuova, la cannoniera presentava alcuni seri problemi: la velocità massima era di soli sei nodi (contro gli otto-dieci di progetto), la corazzatura copriva solo un quarto dello scafo, inoltre la polvere da sparo ed i proiettili erano trasportati dai depositi al ponte di batteria attraverso una sezione non protetta dello scafo. Molto scarso anche l'armamento, composto da solo quattro cannoni da 200 mm in cannoniere che consentivano un ampio campo di tiro, più un cannone da 120 mm in caccia e due pezzi da sbarco da 80 mm. Già durante le prove fu necessario effettuare delle riparazioni, presso il cantiere di costruzione: sostanzialmente la nave venne accettata dal governo italiano solo perché ormai la guerra appariva prossima.
Una volta pronta, la cannoniera, nonostante, per il suo lo scarso armamento e la ridotta velocità, non fosse un'unità di squadra, venne aggregata all'armata d'operazioni, per partecipare all'ormai prossima terza guerra d'indipendenza.
Essendo entrata in servizio da poco tempo, e trovandosi ancora nel periodo di garanzia, la Varese, nel maggio-giugno 1866, aveva ancora personale di macchina francese. Il mattino del 21 giugno 1866 la cannoniera, che era rimasta a Taranto fino a quel momento, lasciò il porto pugliese alla volta di Ancona, dove giunse quattro giorni più tardi, nel pomeriggio del 25. Nel porto marchigiano le navi si rifornirono di carbone, poi, all'alba del 26 giugno, l'avviso a ruote Esploratore avvistò una formazione navale austro-ungarica (6 navi corazzate, 4 cannoniere ad elica e due avvisi a ruote) e l'ammiraglio Carlo Pellion di Persano, comandante dell'armata, decise di uscire con tutte le navi in grado di partire (9 unità corazzate, più l’Esploratore stesso, su cui si era imbarcato Persano) per andare incontro alla squadra avversaria. Dato che i macchinisti francesi non intendevano essere coinvolti in un conflitto tra potenze straniere, sulla Varese (e sulla gemella Palestro) il personale di macchina dovette essere sbarcato e sostituito con altro proveniente dalla nave ospedale Washington, poi la nave poté partire ed aggregarsi al resto della squadra. Dopo che le due formazioni si furono avvistate a vicenda, il comandante della squadra austro-ungarica, viceammiraglio Wilhelm von Tegetthoff, decise di non dare battaglia, e Persano, viste le precarie condizioni delle nove corazzate che aveva potuto far salpare, non lo inseguì. Durante la permanenza ad Ancona la cannoniera ricevette quattro cannoni da 160 mm, prelevati in parte da unità in legno della squadra ed in parte dal deposito d'artiglieria di Napoli, in aggiunta alle artiglierie di cui era già dotata.
Dall'8 al 12 luglio la flotta italiana fu in crociera di guerra nell'Adriatico, senza tuttavia incontrare forze navali nemiche.

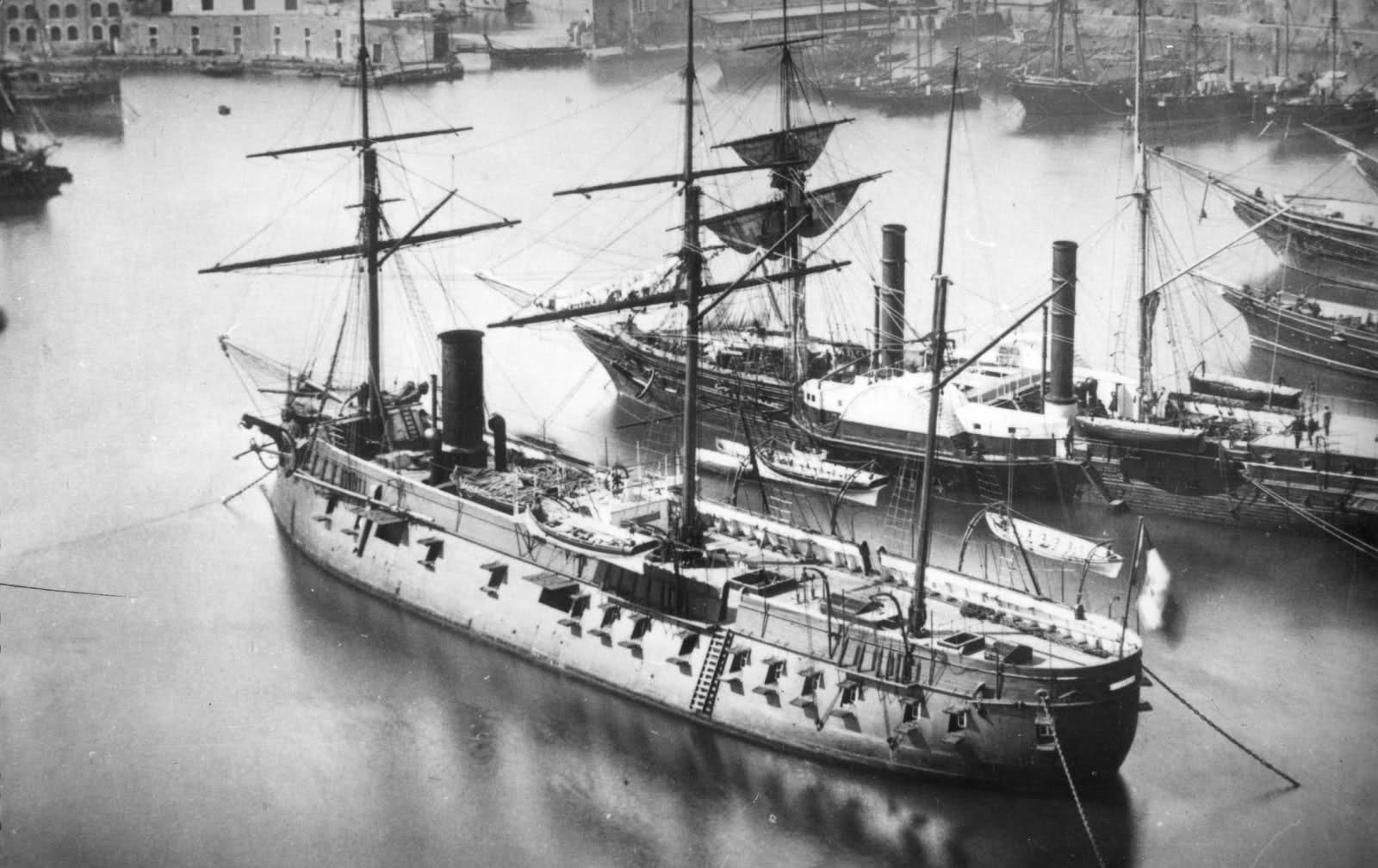
La Varese, in primo piano, ormeggiata a Napoli accanto alla pirocorvetta a ruote Tukery, intorno al 1867.

Nel primo pomeriggio del 16 luglio l'armata salpò da Ancona diretta a Lissa, dove di progettava di sbarcare. La Varese prese il mare in formazione con le pirofregate corazzate Re di Portogallo (ammiraglia di Divisione) e Regina Maria Pia e la pirocorvetta corazzata Terribile: questo gruppo bombardò i forti situati sulle colline a ponente di Porto San Giorgio sull'isola di Lissa, ove si progettava di sbarcare, mentre l'altra formazione in cui era stata suddivisa la I Squadra aveva il compito di bombardare dal lato opposto le fortificazioni di Porto San Giorgio. La Varese, in particolare, bombardò il forte «Wellington», sito nei pressi dell'imboccatura di Porto San Giorgio. Il bombardamento, iniziato alle 11.30 del 18 luglio e protrattosi, con anche il concorso della III Squadra, sino al tramonto, ottenne discreti risultati, mettendo fuori uso forte San Giorgio e le batterie Schmidt e torre Bentick. Il 19 luglio, invece, mentre la I Squadra si manteneva al largo come forza di copertura e la II e III Squadra proseguivano i bombardamenti contro Porto San Giorgio, la Varese e la Terribile vennero inviate a Porto Comisa, per battere la località con le proprie artiglierie (principale bersaglio fu la batteria «Magnaremi»). L'azione proseguì anche il giorno seguente: all'alba le due navi aprirono nuovamente il fuoco contro Porto Comisa. 
Alle 7.50 del mattino del 20 luglio, mentre si facevano i preparativi per lo sbarco sull'isola (in quel momento la Varese e la Terribile stavano bombardando Porto Comisa, ad una quindicina di chilometri dal resto della flotta), sopraggiunse la squadra navale austroungarica agli ordini del viceammiraglio Wilhelm von Tegetthoff: ebbe così inizio la battaglia di Lissa, conclusasi con una drammatica sconfitta della flotta italiana. Le due unità si sarebbero dovute unire alla III Divisione della I Squadra (ridotta alle sole Re di Portogallo e Regina Maria Pia, in quanto nemmeno la quinta unità, la Formidabile, partecipò alla battaglia), ma, nonostante l'arrivo dell'avviso Messaggere e della pirofregata Guiscardo con ordini di Persano in questo senso, mentre la flotta italiana si riuniva, il comandante della Terribile, capitano di fregata Leopoldo De Cosa, si dimostrò molto riluttante a portare la sua nave al combattimento: solo a fatica il comandante Fincati della Varese riuscì ad ottenere l'autorizzazione di separarsi e di portarsi avanti (da notare che, pur essendo più veloce della Varese, la Terribile non prese parte alla battaglia). Essendo la nave piuttosto lenta, anche forzando le caldaie essa poté accordarsi alla formazione, diverse centinaia di metri a poppavia della Regina Maria Pia, ultima nave della linea di fila, solo quando il combattimento era cominciato da almeno una ventina di minuti, e non ebbe una parte importante nella battaglia. La Varese giunse sul luogo dello scontro quasi contemporaneamente alla pirofregata corazzata Ancona, e, a causa del denso fumo che aleggiava su tutta la zona, entrò in collisione con essa, riportando alcuni danni tra cui l'asportazione di una piastra corazzata. Dopo una fase di violenti scontri che costò la perdita della pirofregata corazzata Re d’Italia (il cui affondamento fu salutato da gran parte dell'equipaggio della Varese al grido di «Viva il Re! Viva l'Italia!» perché la nave venne scambiata per un'unità austro-ungarica, mentre Fincati, accortosi della vera identità della nave affondata, raccomandò ai suoi ufficiali di non rivelarlo per non demoralizzare gli uomini) e della Palestro, le otto corazzate rimaste, Varese compresa, si riunirono sotto il comando del contrammiraglio Giovanni Vacca. Questi, assunto temporaneamente il comando, fece disporre le navi in linea di fila e diresse a bassa velocità verso la flotta nemica, ma ad un certo punto, tuttavia, la Principe di Carignano invertì la rotta ed iniziò ad allontanarsi dal campo di battaglia, imitata da tutte le altre. Sopraggiunse quindi l’Affondatore, con a bordo l'ammiraglio Carlo Pellion di Persano, comandante dell'armata, che diresse verso la flotta austroungarica ed ordinò di attaccare, sottolineando che «ogni bastimento che non combatte non è al suo posto»: tuttavia solo la Re di Portogallo eseguì tale ordine, rientrando però nei ranghi quando il comandante Augusto Riboty, vedendo che era l'unico ad eseguire tale manovra (Vacca non fece infatti nessuna comunicazione, né di conferma né di smentita), ritenne di essere in errore. La flotta italiana rimase ad incrociare sul posto sino a sera, quando Persano ordinò infine di rientrare ad Ancona: la battaglia era finita. Dopo la battaglia le caldaie della Varese andarono in avaria, obbligandola ad essere presa a rimorchio: lasciata indietro dal resto della squadra, la nave rientrò scortata dalla pirofregata a ruote Governolo.
Nel febbraio 1868 la Varese venne inviata al Pireo, dove giunse l'11 febbraio e rimase per qualche tempo come stazionaria. Successivamente, nel 1869, la nave, agli ordini del comandante Manolesso, fece parte della squadra navale comandata dal Duca d'Aosta, attiva nel Mediterraneo.

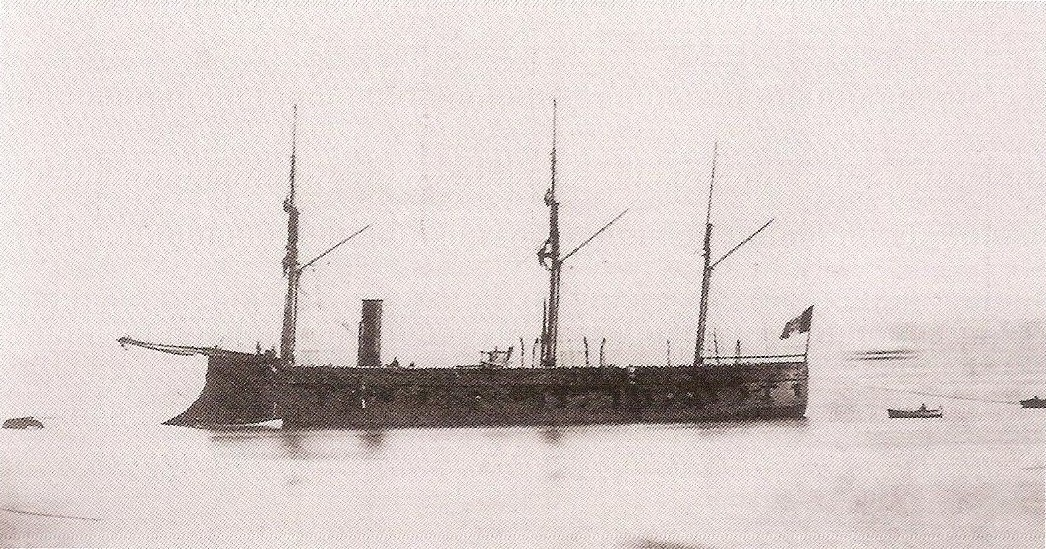
Un'altra immagine della Varese ormeggiata a Napoli nei primi anni dopo la battaglia di Lissa.

Nel settembre 1870, dopo dei lavori di rimodernamento, la Varese fu tra le unità che effettuarono il blocco navale che costrinse alla resa la città di Civitavecchia. Negli anni immediatamente successivi la cannoniera fece parte della Squadra Permanente.
Stazionaria a Cagliari, nel giugno 1873 venne inviata a Tunisi, essendo scoppiate delle rivolte in Tunisia, mentre nell'ottobre dello stesso anno, dopo aver svolto, ad inizio settembre, esercitazioni di tiro e sbarco a Siracusa insieme alla pirofregata corazzata Messina ed alla pirofregata in legno Gaeta, venne sottoposta ad un turno di riparazioni nell'Arsenale di La Spezia. 
Successivamente la cannoniera effettuò qualche crociera nel Levante. Nel 1877 la Varese venne aggregata alla squadra navale (pirofregate corazzate Palestro, Venezia e Roma, ariete corazzato Affondatore) con base a Taranto, da dove venne inviata nel Mediterraneo orientale, dapprima sola a Suda, poi, insieme al resto della squadra, a Salonicco. Rientrata a Taranto, in giugno la nave si spostò a Napoli. Dopo un turno di lavori in cantiere, nel dicembre 1878 la cannoniera venne nuovamente inviata nel Levante. 
Disarmata per alcuni lassi di tempo, la corazzata fu dislocata a Venezia con funzioni di nave ospedale nel corso di un'epidemia di colera.
Il 15 novembre 1879 la Varese, incaricata di raggiungere, insieme alla goletta Ischia, il porto di Assab, e di svolgere in Mar Rosso rilevazioni a scopo scientifico nonché “mostrare la bandiera” nelle zone dove l'Italia pensava di fondare sue colonie, salpò da Napoli alla volta di Assab, al comando del capitano di fregata Carlo De Amezaga e con a bordo 236 uomini d'equipaggio e tre passeggeri, tra cui i naturalisti Odoardo Beccari e Giacomo Doria. Giunta a Messina il giorno 17 e fatto rifornimento di carbone, il 22 novembre la corazzata approdò a Zante, ove rimase l'8 dicembre, quando venne rimpiazzata dal meno appariscente avviso Esploratore (sul quale trasbordarono sia il comandante De Amenzaga che i due scienziati), dato che si voleva mascherare il proposito di fondare una nuova colonia. Durante questo lasso di tempo, il 26 novembre, si verificò un incidente: la Varese, uscita da Zante verso le due del pomeriggio, in piena bonaccia, andò ad incagliarsi su una scogliera sommersa, la cui presenza avrebbe dovuto essere segnalata da un gavitello, che era però stato asportato dal maltempo: nonostante diversi tentativi di disincaglio da parte di navi italiane ed austroungariche, la cannoniera rimase incagliata. Inutile fu anche lo sbarco, ordinato dal comandante De Amezaga, di proiettili, munizioni, cannoni e carbone, per alleggerire la nave. Alcuni giorni dopo giunse sul posto il piroscafo greco Omonia, il cui comandante si accordò con De Amezaga e con quello del piroscafo austroungarico Aquila Imperiale (col quale De Amezaga aveva preso accordo per tentare il disincaglio, al prezzo di 100 lire per ogni tentativo fallito ed 800 in caso di raggiungimento) per tentare un disincaglio con l'impiego contemporaneo dell'Omonia e dell'Aquila Imperiale. Dopo duri sforzi, che costarono la rottura di due gomene della nave austroungarica, l'Omonia, eseguendo un giro indiretto, riuscì a disincagliare la Varese, tra le acclamazioni dell'equipaggio italiano e della folla radunatasi sul posto.

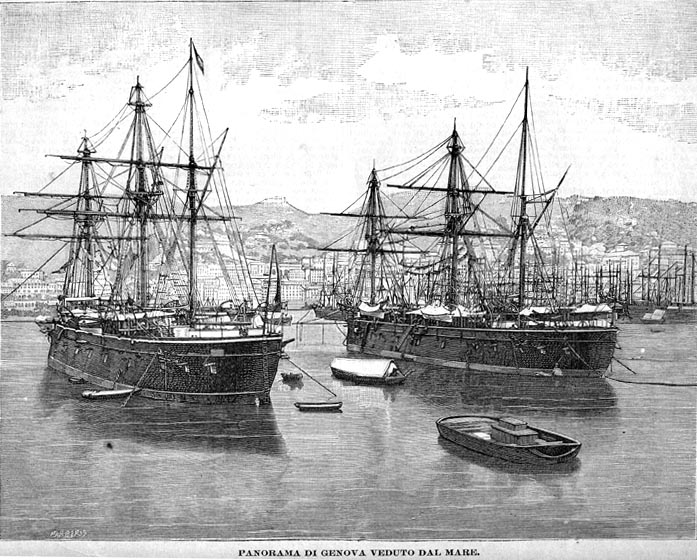
La Varese e la pirofregata corazzata Palestro ormeggiate a Genova, 1880 circa.

Durante una nuova crociera nel Levante, il 6 marzo 1880, la Varese, in navigazione dal Pireo a Salonicco, fu la prima corazzata (e la più grande nave sino ad allora) ad attraversare l'Euripe. Successivamente la nave stazionò per qualche tempo al Pireo, dov'era tornata il 12 aprile.
In seguito l'armamento della cannoniera venne mutato in quattro cannoni da 200 mm, nonché altri di calibro minore. Disarmata a Venezia nel 1881, nel 1885 la Varese fu assegnata alla squadra navale italiana del Mar Rosso, stazionandovi per circa un anno. Nel maggio 1885, durante la navigazione, la nave, con a bordo il contrammiraglio Noce, toccò Brindisi (20 maggio), Zante (22 maggio), Porto Said (1º giugno), Suez (5 giugno) e Suakin (14 giugno), da dove proseguì alla volta di Massaua.
Nel 1886 la nave tornò a Venezia dove fu posta in disarmo, e durante l'anno successivo fu sottoposta a lavori di riparazione nell'Arsenale di Venezia. Assegnata alla riserva di II categoria nel 1889, la cannoniera fu quindi impiegata come nave ospedale sino al maggio del 1891.
Il 29 maggio 1891 la Varese venne radiata dai ruoli del Naviglio attivo. Usata negli anni successivi dapprima come nave caserma per gli allievi delle Scuole CREM (nonché come nave scuola) e quindi come chiatta, fu infine demolita tra il 1901 ed il 1902.